# La Viladiu
Lavilledieu és un municipi francès situat al departament de l'Ardecha i a la regió d'Alvèrnia-Roine-Alps. L'any 2007 tenia 1.799 habitants.

## Demografia

### Població
El 2007 la població de fet de Lavilledieu era de 1.799 persones. Hi havia 682 famílies de les quals 152 eren unipersonals (74 homes vivint sols i 78 dones vivint soles), 214 parelles sense fills, 271 parelles amb fills i 45 famílies monoparentals amb fills.
La població ha evolucionat segons el següent gràfic:
Habitants censats

### Habitatges
El 2007 hi havia 868 habitatges, 712 eren l'habitatge principal de la família, 99 eren segones residències i 57 estaven desocupats. 768 eren cases i 73 eren apartaments. Dels 712 habitatges principals, 502 estaven ocupats pels seus propietaris, 187 estaven llogats i ocupats pels llogaters i 23 estaven cedits a títol gratuït; 24 tenien una cambra, 16 en tenien dues, 102 en tenien tres, 233 en tenien quatre i 337 en tenien cinc o més. 539 habitatges disposaven pel capbaix d'una plaça de pàrquing. A 288 habitatges hi havia un automòbil i a 348 n'hi havia dos o més.

### Piràmide de població
La piràmide de població per edats i sexe el 2009 era:
| Homes | Edats   | Dones |
| ----- | ------- | ----- |
| 0     | 95 o +  | 0     |
| 0     | 90 a 94 | 4     |
| 12    | 85 a 89 | 16    |
| 4     | 80 a 84 | 20    |
| 12    | 75 a 79 | 20    |
| 28    | 70 a 74 | 36    |
| 40    | 65 a 69 | 72    |
| 44    | 60 a 64 | 20    |
| 44    | 55 a 59 | 40    |
| 68    | 50 a 54 | 64    |
| 68    | 45 a 49 | 52    |
| 44    | 40 a 44 | 48    |
| 52    | 35 a 39 | 48    |
| 36    | 30 a 34 | 40    |
| 48    | 25 a 29 | 40    |
| 60    | 20 a 24 | 32    |
| 40    | 15 a 19 | 56    |
| 32    | 10 a 14 | 44    |
| 12    | 5 a 9   | 40    |
| 32    | 0 a 4   | 28    |

## Economia
El 2007 la població en edat de treballar era de 1.162 persones, 823 eren actives i 339 eren inactives. De les 823 persones actives 737 estaven ocupades (390 homes i 347 dones) i 86 estaven aturades (35 homes i 51 dones). De les 339 persones inactives 138 estaven jubilades, 90 estaven estudiant i 111 estaven classificades com a «altres inactius».

### Ingressos
El 2009 a Lavilledieu hi havia 709 unitats fiscals que integraven 1.794 persones, la mediana anual d'ingressos fiscals per persona era de 16.864 €.

### Activitats econòmiques
Dels 162 establiments que hi havia el 2007, 11 eren d'empreses extractives, 3 d'empreses alimentàries, 1 d'una empresa de fabricació de material elèctric, 1 d'una empresa de fabricació d'elements pel transport, 7 d'empreses de fabricació d'altres productes industrials, 45 d'empreses de construcció, 40 d'empreses de comerç i reparació d'automòbils, 9 d'empreses de transport, 9 d'empreses d'hostatgeria i restauració, 3 d'empreses d'informació i comunicació, 2 d'empreses financeres, 6 d'empreses immobiliàries, 8 d'empreses de serveis, 9 d'entitats de l'administració pública i 8 d'empreses classificades com a «altres activitats de serveis».
Dels 46 establiments de servei als particulars que hi havia el 2009, 1 era una oficina de correu, 1 funerària, 7 tallers de reparació d'automòbils i de material agrícola, 2 tallers d'inspecció tècnica de vehicles, 6 paletes, 6 guixaires pintors, 9 fusteries, 3 lampisteries, 4 electricistes, 3 perruqueries, 3 restaurants i 1 agència immobiliària.
Dels 10 establiments comercials que hi havia el 2009, 1 era un supermercat, 1 una botiga de més de 120 m², 2 fleques, 2 carnisseries, 1 una peixateria, 1 una llibreria, 1 una botiga de mobles i 1 una botiga de material de revestiment de parets i terra.
L'any 2000 a Lavilledieu hi havia 49 explotacions agrícoles que ocupaven un total de 825 hectàrees.

## Equipaments sanitaris i escolars
L'únic equipament sanitari que hi havia el 2009 era una farmàcia.
El 2009 hi havia 1 escola maternal i 1 escola elemental.

## Poblacions més properes
El següent diagrama mostra les poblacions més properes.